# Pelocoetes minima
Pelocoetes minima is een zeeanemonensoort uit de familie Haliactiidae.
Pelocoetes minima is voor het eerst wetenschappelijk beschreven door Panikkar in 1938.